# Lijst van grietmannen van Baarderadeel
Dit is een lijst van grietmannen van de voormalige Nederlandse grietenij Baarderadeel in de provincie Friesland tot de invoering van de gemeentewet in 1851.
| Ambtsperiode | Naam grietman                           | Bijzonderheden                                      |
| ------------ | --------------------------------------- | --------------------------------------------------- |
| 1499         | Doecke Martena                          |                                                     |
| 1510 - 1512  | Juw Dekema                              | vader van Hette Dekema                              |
| 1517 - 1522  | Hette Dekema                            | zoon van Juw Dekema                                 |
| 1523 - 1537  | mr. Jarich Dekema                       | zoon van Juw Dekema                                 |
| 1538         | mr. Pieter van Dekema, ridder           | zoon van Hette Dekema                               |
| 1548         | Dominicus Pybez                         | hij overlijdt dat jaar                              |
| 1548         | Dirck Dircksz, te Leeuwarden            | hij wordt benoemd maar doet afstand                 |
| 1548         | Julius van Botnya                       | vader van Juw van Botnia                            |
| 1567 - 1577  | Juw van Botnia                          | zoon van Julius van Botnya                          |
| 1577 - 1581  | Seerp van Galama                        |                                                     |
| 1582 - 1610  | Ulbe van Aylva                          |                                                     |
| 1610 - 1639  | Hobbe van Aylva                         | vader van Epo van Aylva                             |
| 1639 - 1640  | Epo van Aylva                           | zoon van Hobbe van Aylva                            |
| 1640 - 1647  | Ulbe van Aylva                          | zoon van Hobbe van Aylva                            |
| 1647 - 1647  | Tjalling van Sixma                      | zijn benoeming werd ongeldig verklaard              |
| 1648 - 1660  | Dominicus Justus van Botnia             |                                                     |
| 1660 - 1669  | Douwe Aylva van Loo                     |                                                     |
| 1669 - 1701  | Ernst Mockema van Harinxma thoe Slooten |                                                     |
| 1701 - 1708  | Pieter Edzard van Harinxma thoe Slooten |                                                     |
| 1708 - 1722  | Ernst Mockema van Harinxma thoe Slooten |                                                     |
| 1722 - 1733  | Hans Willem van Aylva I                 |                                                     |
| 1734 - 1747  | Tjaard van Aylva                        |                                                     |
| 1747 - 1751  | Hans Willem rijksbaron van Aylva II     | vader van mr. H.W. van Aylva                        |
| 1752 - 1787  | Ernst Frans van Aylva                   | patriot                                             |
| 1788 - 1795  | mr. Hans Willem van Aylva III           | zoon van H.W. rijksbaron van Aylva                  |
| 1795 - 1816  |                                         | Geen grietman vanwege de Franse tijd                |
| 1816 - 1834  | Mr. Bernhardus Buma                     |                                                     |
| 1834 - 1848  | Mr. Wybe Bernhardus Buma                |                                                     |
| 1848 - 1851  | Jhr. Egidius Daniel van Beyma           | Aansluitend de eerste burgemeester van Baarderadeel |